# Intercoder-Reliabilität
Intercoder-Reliabilität, seltener auch Interrater-Reliabilität, ist eine besondere Form der Reliabilität und kennzeichnet die Übereinstimmung von Codierungen durch voneinander unabhängige Coder in der empirischen Sozialforschung. Das am weitesten verbreitete Maß für Intercoder-Reliabilität ist Krippendorffs Alpha.